# مارگارت استونبرو-ویتگنشتاین

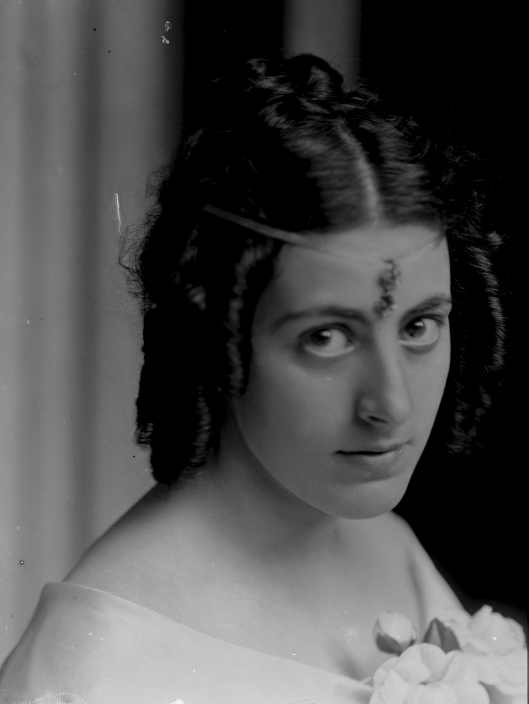
عکسی از مارگارت، اثرِ فردیناند اشموتسر (۱۹۰۳)

مارگارت استونبرو-ویتگنشتاین (آلمانی: Margaret Stonborough-Wittgenstein؛ ‏ ۱۹ سپتامبر ۱۸۸۲ – ۲۷ سپتامبر ۱۹۵۸) عضوی از خاندان برجسته و ثروتمند وینی «ویتگنشتاین» و خواهر فیلسوف نامدار اتریشی لودویگ ویتگنشتاین و موسیقی‌دان اتریشی پاول ویتگنشتاین بود. او سوژهٔ یک تابلوی نقاشی مشهور اثر گوستاو کلیمت بود که به مناسبت عروسی‌اش کشیده شد و در سال ۱۹۶۰ توسط پسرش توماس فروخته شد و اینک در یک نگارخانه در شهر مونیخ در معرض نمایش است.